# 유륜 (사람)
광덕정왕 유륜(廣德靜王 劉倫, ? ~ 3년 혹 5년), 혹 유유(劉楡), 혹 유유(劉瘉)는 중국 전한의 황족 · 제후왕으로, 광덕왕이다. 광천혜왕 유월의 증손으로, 광천유왕 유제의 손자, 양제후 유성의 아들이다. 혹은 양제후 유성의 형인 광천대왕 유문의 아들이라고도 한다.
원시 2년(2년) 4월 정유일에 단절된 제후왕가를 부활하면서 대효왕 가의 후예 유여의, 강도역왕 가의 후예 유궁과 함께 왕에 봉해져 광덕왕이 됐다. 경십삼왕전 중 중산정왕전에서는 광덕왕으로써 중산정왕의 후계를 받들게 했다 하며(광덕나라가 원래 중산정왕의 후손에게 세워준 나라다), 광천혜왕전에서는 광덕왕으로써 광천혜왕의 후계를 받들게 했다 한다(광덕정왕은 광천혜왕의 방계 후손이다). 광덕정왕 2년(3년) 혹 광덕정왕 4년(5년)에 죽어 아들 적이 계승했다.